# Nemesia leipoldtii
Nemesia leipoldtii är en flenörtsväxtart som beskrevs av William Philip Hiern. Nemesia leipoldtii ingår i släktet nemesior, och familjen flenörtsväxter. Inga underarter finns listade i Catalogue of Life.